# Ibrahima Diallo
Ibrahima Diallo (Tours, Francia, 8 de marzo de 1999) es un futbolista francés que juega de centrocampista en el Al-Ahli S. C. de la Liga de fútbol de Catar. Su hermano, Abdou Diallo, es también futbolista profesional.

## Selección nacional
Fue internacional con la selección de fútbol de Francia en las categorías sub-18, sub-19 y sub-20.
Con la selección sub-21 hizo su debut el 7 de septiembre de 2020, en el partido frente a la selección sub-21 de Azerbaiyán, ganado los franceses con un resultado de 2-1.

## Clubes
| Club                    | País       | Año       |
| ----------------------- | ---------- | --------- |
| A. S. Monaco II         | Francia    | 2017-2018 |
| A. S. Monaco            | Francia    | 2018-2019 |
| Stade Brestois (cedido) | Francia    | 2018-2019 |
| Stade Brestois          | Francia    | 2019-2020 |
| Southampton F. C.       | Inglaterra | 2020-2023 |
| Al-Duhail S. C.         | Catar      | 2023-2025 |
| Al-Khor S. C.           | Catar      | 2025-     |
| Al-Ahli S. C. (cedido)  | Catar      | 2025-     |